# Paul Hasluck
Paul Meernaa Caedwalla Hasluck (Fremantle, 1 april 1905 - Perth, 9 januari 1993) was een Australisch politicus en diende als de 17e gouverneur-generaal van Australië tussen 1969 en 1974. Hij bekleedde voor de Liberal Party ministerposten in verschillende Australische regeringen, waaronder de post van Buitenlandse Zaken.
- Australian Dictionary of Biography: hasluck-sir-paul-meernaa-18555
- Bibsys: 8079526
- Gemeinsame Normdatei: 119248239
- International Standard Name Identifier: 0000 0000 8365 9679
- Library of Congress Control Number: n50027445
- Nationale bibliotheek van Australië: 35177622
- Nationale Bibliotheek van Israël: 987007278344805171
- Nederlandse Thesaurus van Auteursnamen: 069211833
- Réseau des bibliothèques de Suisse occidentale: 02-A003351995
- SNAC: w6jt02fq
- Système universitaire de documentation: 133044785
- Trove: 482446
- Virtual International Authority File: 25408551
- WorldCat: E39PBJmp9x74gJWJtxbK9YGrbd